# 广东科贸职业学院
广东科贸职业学院，简称广东科贸，位于中华人民共和国广东省清远市和广州市。广东科贸职业学院是由广东省人民政府举办、教育部备案、广东省教育厅直属的全日制普通高等院校，也是农业农村部和教育部联合推介的乡村振兴人才培养优质校、国家示范性职业教育集团培育牵头单位、广东省示范性高等职业院校、广东省域高水平高等职业院校建设计划建设单位。学校代码：4144014063。

## 院系设置
截至2024年11月，广东科贸职业学院下设十三院一部，开设有56个专业。
- 园林学院
- 动物科技学院
- 食品生物学院
- 餐旅学院
- 信息学院
- 艺术设计学院
- 商贸学院
- 外语学院
- 管理学院
- 会计学院
- 马克思主义学院
- 体育部
- 继续教育学院
- 创新创业学院

## 下属单位
代管自收自支事业单位1个：
- 广东省家禽科学研究所[2]